# Kia Shuma
El Kia Shuma es un automóvil de turismo del segmento C producido por el fabricante coreano Kia Motors desde el año 1998, su predecesor es el Kia Sephia y fue sustituido en 2004 por el Kia Cerato o Spectra.

## Galería

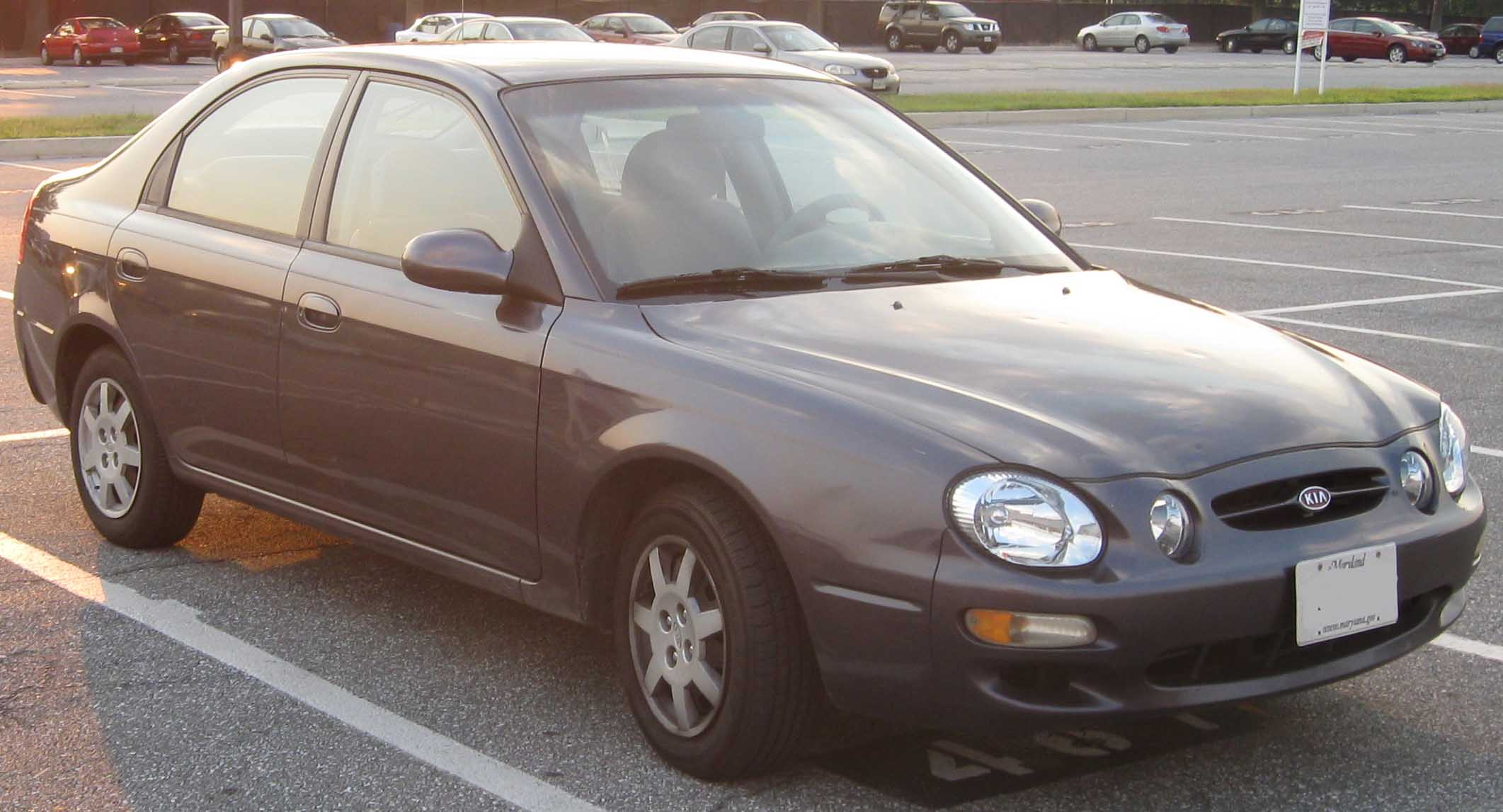
Kia Shuma (1998-2002)
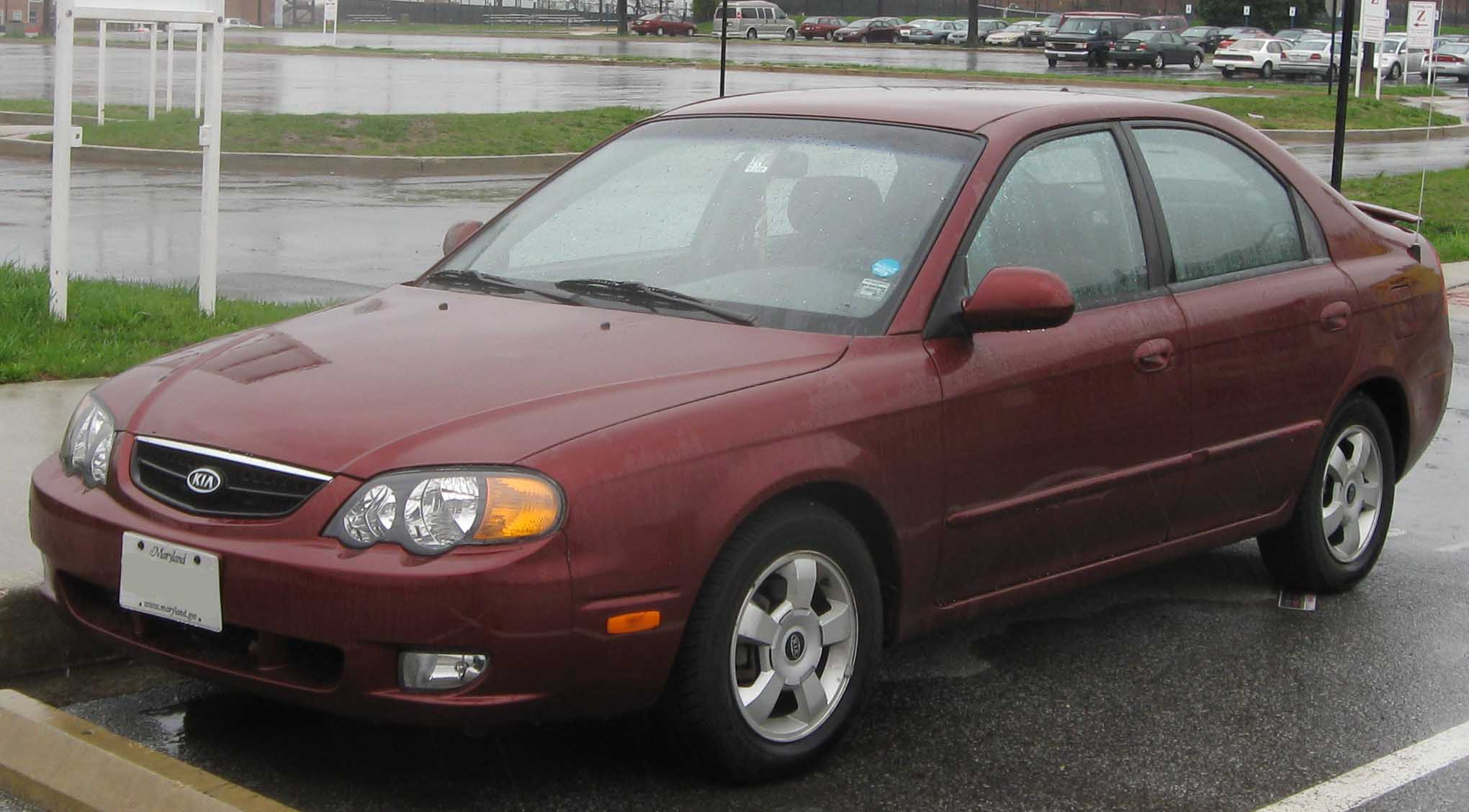
Kia Shuma II (2002-2004)